# Juglon
Juglon ist der einfachste natürlich vorkommende Farbstoff. Er leitet sich vom 1,4-Naphthochinon ab und gehört zur Gruppe der Carbonylfarbstoffe.

## Gewinnung und Darstellung
Die Reaktion von 1,5-Dihydroxynaphthalin mit Peressigsäure im Überschuss liefert ein Gemisch aus Juglon und 2-Hydroxy-1,4-naphthochinon.

## Vorkommen und Eigenschaften

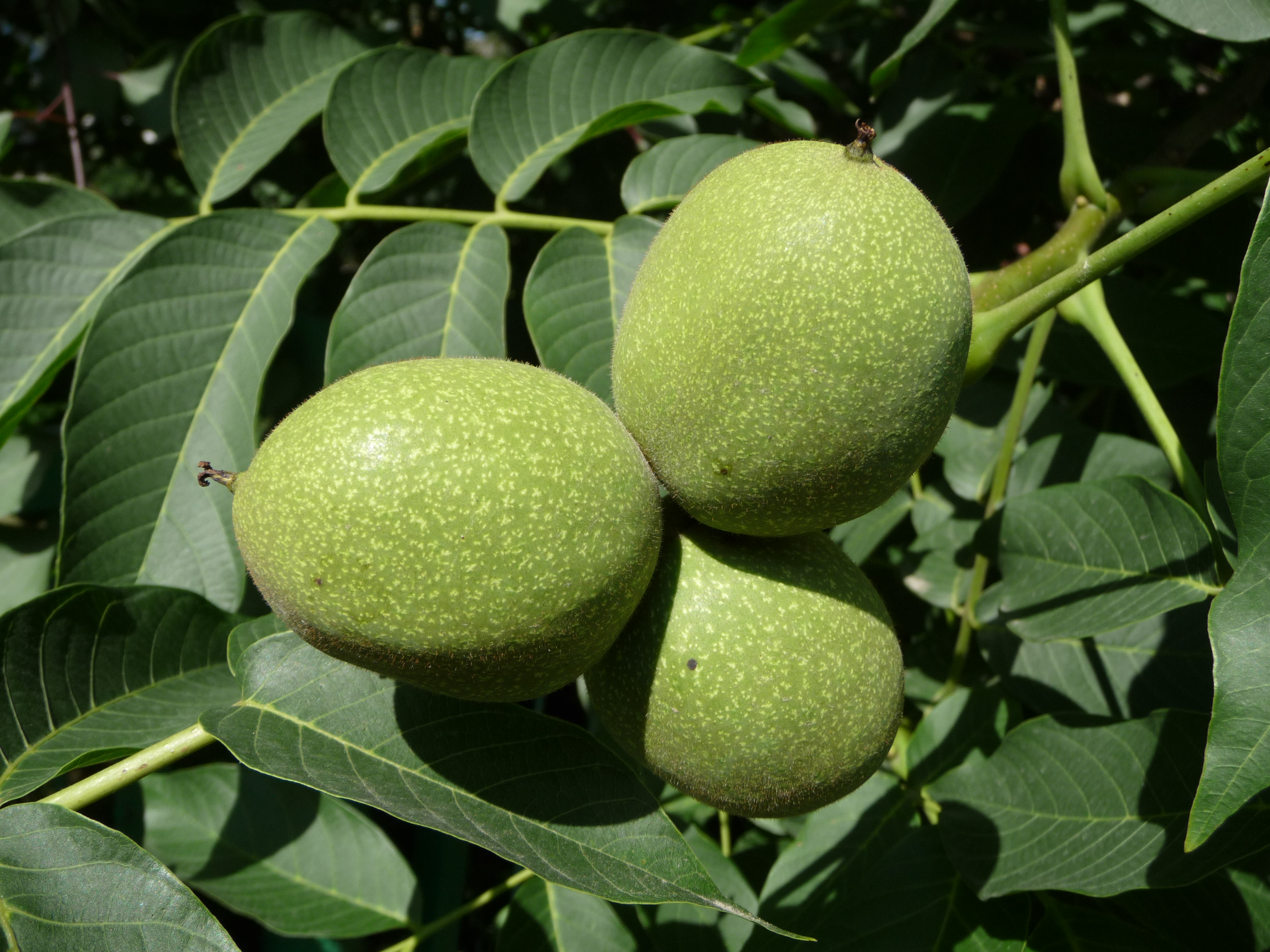
Die grünen Schalen der unreifen Früchte des Walnussbaums (Juglans regia L.) enthalten Juglon.

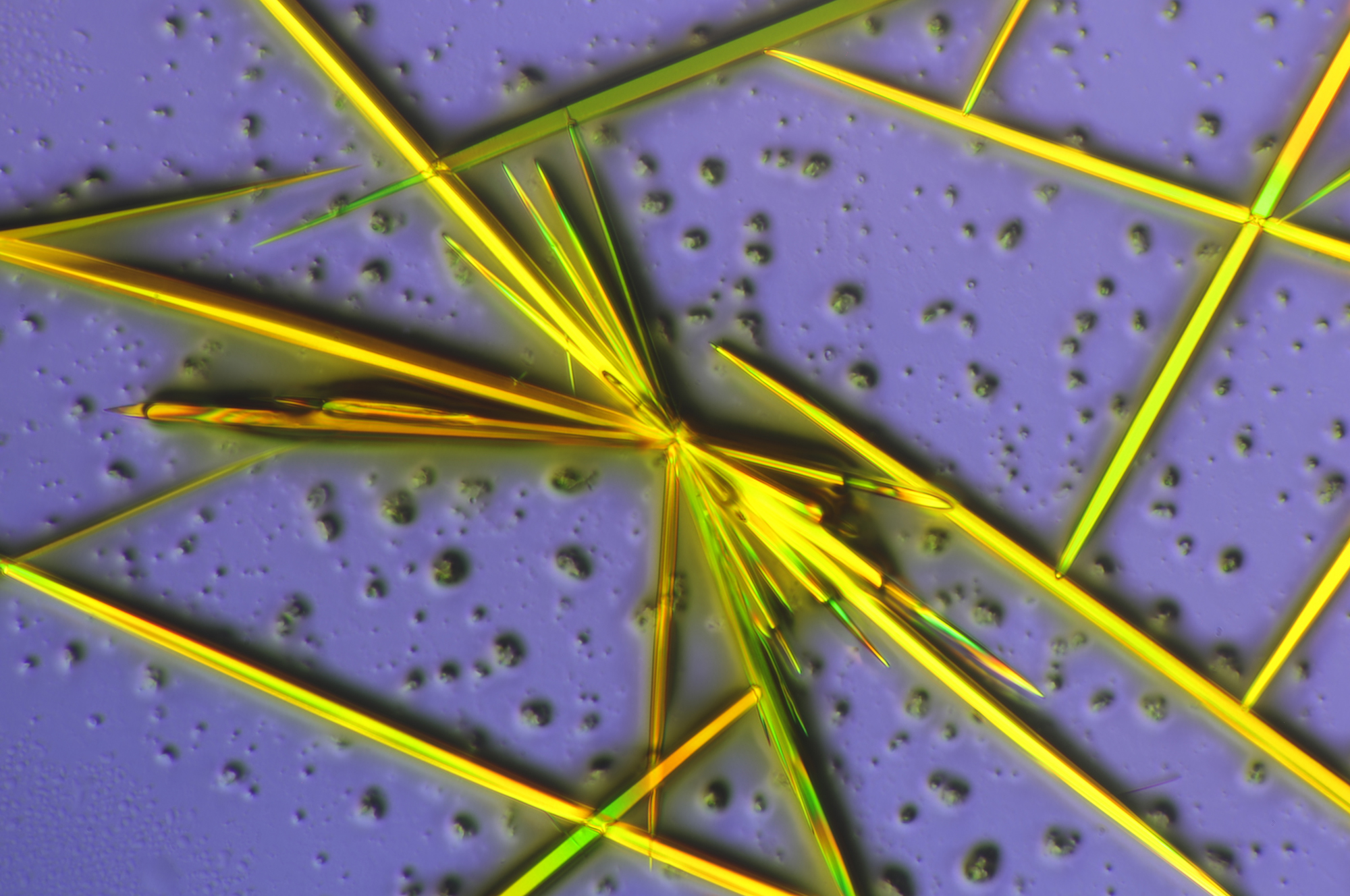
Juglon aus der Fruchtschale, kristallisiert aus Xylol

Juglon kann aus Walnussschalen isoliert und auch synthetisch erzeugt werden. Vorstufen von Juglon finden sich in den Blättern und können bei deren Verfall in den Boden gelangen, wodurch die Wurzelbildung anderer Pflanzen behindert wird. Auf diese Weise wachsen Konkurrenten um Wasser und Nährstoffe unter Walnussbäumen nur spärlich. Juglon hat antibakterielle und fungitoxische Wirkung und wirkt blutungsstillend (antihämorrhagisch). Tierversuche ergaben, dass Juglon auch mutagen ist.
Juglon ist isomer zu 2-Hydroxy-1,4-naphthochinon (Lawson), dem Farbstoff der Hennablätter.